# Vitor Reis
Vitor de Oliveira Nunes dos Reis (São José dos Campos, 12 de janeiro de 2006) é um futebolista brasileiro que atua como zagueiro. Atualmente, joga no Girona, emprestado pelo Manchester City.

## Carreira

### Palmeiras
Nascido em Santana, bairro de São José dos Campos, Vitor Reis começou sua carreira na R10 Academy, do professor Robinho. Chegou à base do Palmeiras em 2017, no sub-11. Assim que chegou ao Verdão, já foi campeão do Campeonato Paulista de sua categoria com Endrick e Luis Guilherme. Também foi campeão do Paulista Sub-15.
Em 2022, Vitor Reis fez parte do elenco do Palmeiras campeão do Campeonato Paulista Sub-17, Copa do Brasil Sub-17 e Campeonato Brasileiro Sub-17, levando a tríplice coroa como capitão. Na final da Copa do Brasil, Vitor se colidiu com um jogador do Vasco e desmaiou em campo, tendo que ser levado de ambulância até o Hospital Quinta D'Or. Após o jogo, Reis agradeceu aos fãs nas redes sociais, afirmando que estava bem após o incidente.
Vitor assinou um contrato profissional com o Palmeiras em 2022, com término para 2025.
No dia 11 de outubro de 2023, O jornal britânico The Guardian anunciou os 60 melhores jogadores de 2006 do mundo. Vitor foi citado junto com Kauã Elias, Endrick e Luis Guilherme, esses dois últimos sendo companheiros de equipe.
Estreou profissionalmente em 26 de junho de 2024, na derrota de 3-0 do Palmeiras contra o Fortaleza. Ele substituiu Murilo, que machucou aos 73 minutos.
Marcou seu primeiro gol pela equipe paulista em sua partida seguinte, na vitória pelo Derby Paulista contra o Corinthians de 2-0.
Em agosto de 2024, Vitor Reis renovou seu contrato com o Palmeiras até 2028.
| “            | Eu estou muito feliz. É uma renovação que agrega muito, mostra que o clube está confiando em mim e isso é muito legal. O clube que estou desde pequeno e se tornou minha casa. Fico muito feliz de estar renovando e espero que esse período seja de muitas glórias. | ” |
| — Vitor Reis | |   |

A temporada de 2024 de Vitor Reis acabou com 22 partidas e 2 gols marcados.[carece de fontes?] Foi premiado com o Troféu Mesa Redonda de 2024, junto com Estêvão e Raphael Veiga do alviverde.

### Manchester City
Em 21 de janeiro de 2025, o Manchester City anunciou a contratação de Vitor Reis. O jogador assinou um contrato de quatro anos e meio, válido até o verão europeu de 2029. Embora os valores não tenham sido confirmados oficialmente, veículos da imprensa brasileira apuraram que eles variaram de 35 a 40 milhões de euros (217 a 253 milhões de reais, na época).
Vitor Reis estreou pelo City em 8 de fevereiro, na vitória de 2-1 em frente ao Leyton Orient pela Copa da Liga Inglesa. O zagueiro foi titular e atuou nos primeiros 45 minutos da partida, participou da construção das jogadas, mas o time foi para o intervalo sem estufar as redes.

#### Girona (empréstimo)
No dia 8 de agosto de 2025, Vitor Reis foi anunciado como reforço do Girona. O zagueiro assinou um contrato de empréstimo válido por uma temporada com o clube espanhol.

## Seleção Brasileira
Vitor Reis foi convocado à Seleção Brasileira Sub-17 em 2022 para disputar quatro amistosos contra o Chile e o Paraguai para a disputa da Copa do Mundo Sub-17 na Indonésia.

## Estatísticas
Atualizadas até 1 de março de 2025.
Clubes
| Clube             | Temporada         | Campeonato nacional | Campeonato nacional | Campeonato nacional | Copa nacional[a] | Copa nacional[a] | Copa nacional[a] | Competições continentais[b] | Competições continentais[b] | Competições continentais[b] | Outros torneios[c] | Outros torneios[c] | Outros torneios[c] | Total | Total | Total   |
| Clube             | Temporada         | Jogos               | Gols                | Assist.             | Jogos            | Gols             | Assist.          | Jogos                       | Gols                        | Assist.                     | Jogos              | Gols               | Assist.            | Jogos | Gols  | Assist. |
| ----------------- | ----------------- | ------------------- | ------------------- | ------------------- | ---------------- | ---------------- | ---------------- | --------------------------- | --------------------------- | --------------------------- | ------------------ | ------------------ | ------------------ | ----- | ----- | ------- |
| Palmeiras         | 2024              | 18                  | 1                   | 0                   | 2                | 1                | 0                | 2                           | 0                           | 0                           | —                  | —                  | —                  | 22    | 2     | 0       |
| Palmeiras         | Total             | 18                  | 1                   | 0                   | 2                | 1                | 0                | 2                           | 0                           | 0                           | —                  | —                  | —                  | 22    | 2     | 0       |
| Manchester City   | 2024–25           | 0                   | 0                   | 0                   | 2                | 0                | 0                | 0                           | 0                           | 0                           | 0                  | 0                  | 0                  | 2     | 0     | 0       |
| Manchester City   | Total             | 0                   | 0                   | 0                   | 2                | 0                | 0                | 0                           | 0                           | 0                           | 0                  | 0                  | 0                  | 2     | 0     | 0       |
| Total na carreira | Total na carreira | 18                  | 1                   | 0                   | 4                | 1                | 0                | 2                           | 0                           | 0                           | 0                  | 0                  | 0                  | 24    | 2     | 0       |

- a. ^ Jogos da Copa do Brasil e Copa da Inglaterra
- b. ^ Jogos da Copa Libertadores e Champions League
- c. ^ Jogos do Super Mundial de Clubes

## Honrarias

### Palmeiras
Profissional
- Campeonato Paulista: 2024[carece de fontes?]

#### Individual
- Time do ano do Troféu Mesa Redonda: 2024[carece de fontes?]